# Гейбл, Кларк
Уильям Кларк Гейбл (англ. William Clark Gable; 1 февраля 1901[…], Кадиз, Огайо — 16 ноября 1960[…], Лос-Анджелес, Калифорния) — американский киноактёр, которого часто называют «королём Голливуда». Американским институтом киноискусства признан одной из величайших звёзд кино.
Гейбл родился и вырос в Огайо. Карьеру в кино начал в качестве статиста в голливудских немых фильмах между 1924 и 1926 годами, продвинулся сначала до второстепенных ролей в Метро-Голдвин-Майер, потом впервые получил главную роль в фильме «Танцуйте, дураки, танцуйте» (1931) с Джоан Кроуфорд, которая попросила его на эту роль. Следующая роль в романтической драме «Красная пыль» (1932) с секс-символом Джин Харлоу сделала его самой большой мужской звездой MGM.
Гейбл получил Премию «Оскар» за лучшую мужскую роль за фильм Фрэнка Капры «Это случилось однажды ночью» (1934), где главную женскую роль исполняла Клодетт Кольбер, был номинирован на ту же награду за роли Флетчера Кристиана в «Мятеже на „Баунти“» (1935) и Ретта Батлера в «Унесённых ветром» (1939). Гейбл обрёл постоянный коммерческий успех и успех у критиков с фильмами «Манхэттенская мелодрама» (1934), «Сан-Франциско» (1936), «Саратога» (1937), «Лётчик-испытатель» (1938) и «Шумный город» (1940), в трёх из которых снялся Спенсер Трейси.
Гейбл играл с самыми популярными актрисами своего времени. Восемь фильмов — с Джоан Кроуфорд, семь — с Мирной Лой, шесть — с Джин Харлоу, четыре — с Ланой Тёрнер, по три — с Нормой Ширер и Авой Гарднер.
Во время Второй мировой войны Гейбл два года проработал в Европе воздушным оператором и бомбардировщиком. Хотя после возвращения его фильмы не были высоко оценены критиками, они имели хорошие кассовые сборы. Гейбл вернулся на прежные позиции среди критиков с фильмами «Рекламисты» (1947), «Возвращение домой» (1948) и «Могамбо» (1953), в котором также фигурирует Грейс Келли. Позже он снялся в вестернах и фильмах о войне, например, в «Идти тихо, идти глубоко» (1958) с Бертом Ланкастером, а также в комедиях «Любимец учителя» (1958) с Дорис Дэй, «Это началось в Неаполе» (1960) с Софи Лорен и «Неприкаянные» (1961) с Мэрилин Монро.
Кларк Гейбл умер от сердечного приступа; его последним появлением на экране был стареющий ковбой в фильме «Неприкаянные», выпущенном посмертно в 1961 году.
За свою 37-летнюю карьеру он сыграл более 60 ролей в кино, из которых три десятилетия играл главные роли.
Гейбл был одним из самых стабильных кассовых исполнителей в истории, он 16 раз появлялся в ежегодном рейтинге десяти самых прибыльных звёзд. Американский институт киноискусства назвал его седьмой по величине мужской звездой классического американского кино.

## Биография и карьера

### 1901—1919: Ранние годы
Кларк Гейбл родился 1 февраля 1901 года в Кадисе, штат Огайо, и был крещён в католической церкви. Он был единственным ребёнком Уильяма Генри Гейбла (1870—1948), буровика на нефтяной скважине, и его жены Аделины (1869—1901, в девичестве — Гершельман). Предки его родителей были выходцами из Германии. Его отец был протестантом, а мать католичкой. Гейбла назвали Уильямом в честь своего отца, но почти всегда его звали Кларк, и отец называл его «ребёнком»:1. Из-за неразборчивого почерка доктора он был ошибочно внесён в реестр округа как мальчик и девочка; служащий позже исправил его на мальчика. У него в роду были пенсильванские голландцы, бельгийцы и немцы.
Гейблу было шесть месяцев, когда он крестился в римско-католической церкви в Деннисон, Огайо. Когда ему было десять месяцев, умерла его мать. Его отец отказался воспитывать его в католической вере, что вызвало критику со стороны семьи Хершельман. Спор был разрешён, когда его отец согласился позволить ему проводить время со своим дядей по материнской линии Чарльзом Хершельманом и его женой на их ферме в Вернон Тауншип, штат Пенсильвания. В апреле 1903 года отец Гейбла женился на Дженни Данлэп (1874—1920).
Мачеха Гейбла воспитывала высокого застенчивого ребёнка, чтобы он был хорошо одет и ухожен. Она играла на пианино и давала ему уроки дома. Позже он занялся медными духовыми инструментами, став единственным мальчиком в городском оркестре Hopedale Men’s в возрасте 13 лет. Гейбл был склонен к механике и любил ремонтировать машины вместе со своим отцом, который настаивал на том, чтобы он занимался мужской деятельностью, такой как охота и тяжёлый физический труд. Гейбл также любил литературу; он читал Шекспира среди доверенной компании, особенно сонеты.
Его отец столкнулся с финансовыми трудностями в 1917 году и решил попробовать свои силы в сельском хозяйстве, и переехал с семьёй в Пальмиру, недалеко от Акрона, Огайо. Его отец настоял на том, чтобы он работал на ферме, но Гейбл вскоре уехал, чтобы работать в Акроне в Firestone Tire and Rubber Company.

### 1920—1923: Начало карьеры
Гейбл решил стать актёром после просмотра пьесы «Райская птица» в 17 лет, но не смог начать действовать до тех пор, пока ему не исполнился 21 год и не получил наследство в размере 300 долларов от фонда Хершельмана. После того, как мачеха умерла в 1920 году, его отец переехал в Талсу, Оклахома, вернувшись в нефтяной бизнес. Некоторое время он работал со своим отцом в Оклахоме, занимался удалением осадка на нефтяных месторождениях, прежде чем отправиться на Тихоокеанский Северо-Запад:15-16.
Гейбл гастролировал в акционерных компаниях второго класса, находя работу на шоу передвижных палаток, на лесопилках и на других случайных работах. Он проехал через Средний Запад в Портленд, Орегон, где работал продавцом галстуков в универмаге Meier & Frank. Там также работал местный театральный актёр Эрл Ларимор (племянник Лоры Хоуп Крюс, которая сыграла тётю Питтипат вместе с Гейблом в «Унесённых ветром»), который побудил Гейбла вернуться к игре. Хотя Ларимор не пригласил его присоединиться к своей театральной группе The Red Lantern Players, он познакомил Гейбла с одной из её участниц, Франц Дорфлер, и они начали встречаться:18. После прослушивания пары в The Astoria Players стало очевидным отсутствие у Гейбла подготовки, но театральная группа приняла его после уговоров Ларимора. Гейбл и Дорфлер переехали в Асторию, Орегон, гастролировали с группой до её банкротства, а затем вернулись в Портленд, где Гейбл устроился на дневную работу в Pacific Telephone и начал получать уроки драматического искусства по вечерам:31-40:19–21.
Тренер по актёрскому мастерству Гейбла Джозефина Диллон была театральным менеджером в Портленде. Она заплатила за то, чтобы ему починили зубы и уложили волосы, направила его в построении его хронически недоедающего тела и научила лучше контролировать своё тело и осанку. Ему постепенно удалось понизить свой естественно высокий голос, его речевые навыки улучшились, а выражение лица стало более естественным и убедительным. После длительного периода обучения Диллон посчитала Гейбла готовым сделать попытку карьеры в кино:24.

### 1924—1930: Сцена и немое кино

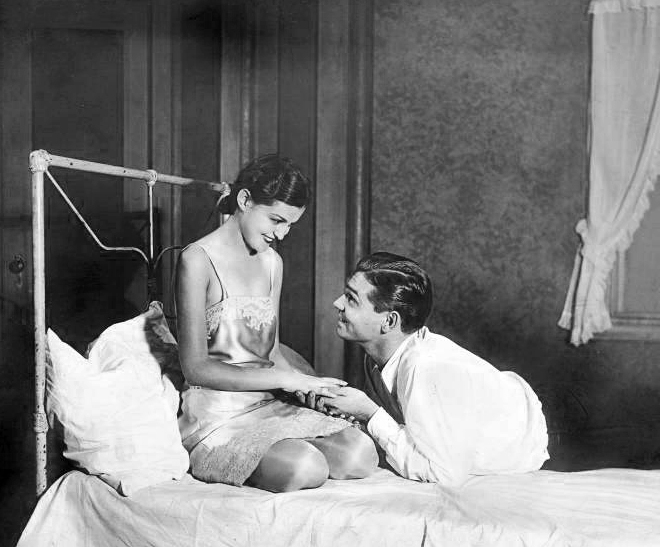
В пьесе Machinal 1928 года с Зитой Джохан. Один критик назвал Гейбла «молодым, энергичным и жестоко мужественным».

Гейбл и Диллон отправились в Голливуд в 1924 году. Диллон стала его менеджером, а также его женой; она была на 17 лет старше его. Он сменил сценическое имя с У. К. Гейбла на Кларка Гейбла:29 и появлялся в составе массовки в таких немых фильмах, как «Веселая вдова» (1925) Эриха фон Штрогейма, «Пластмассовый век» (1925) с Кларой Боу, и «Запретный рай» (1924) с Полой Негри. Он появился в серии комедий под названием «Кардиостимуляторы» и в фильме Фокса «Джонстаунское наводнение» (1926). Однако серьёзных ролей в кино ему не предложили, поэтому он вернулся на сцену в пьесе «Какова цена славы?» (1925).
Он на всю жизнь подружился с Лайонелом Барримором, который сначала ругал Гейбла за то, что он считал любительской игрой, но тем не менее убеждал его продолжить сценическую карьеру:36. В течение театрального сезона 1927—1928 он выступал в труппе Laskin Brothers Stock Company в Хьюстоне, Техас. Там он сыграл много ролей, приобрёл значительный опыт и стал кумиром местных театралов. Затем он переехал в Нью-Йорк, где Диллон искала для него работу на Бродвее. Он получил хорошие отзывы в «Machinal» (1928), причём один критик назвал его «молодым, энергичным и жестоко мужественным»:49.
Гейбл и Диллон расстались, подав на развод в марте 1929 года, когда он начал работать над пьесой «Ястребиный остров» в Нью-Йорке, которая выдержала 24 спектакля:56–57. В апреле 1930 года развод Гейбла стал окончательным, и несколько дней спустя он женился на техасской светской львице Марии Франклин Прентисс Лукас Лэнгхэм по прозвищу «Риа». После переезда в Калифорнию они снова поженились в 1931 году, возможно, из-за различий в законодательных требованиях штатов.

### 1930—1935: Ранний успех
В 1930 году, после его впечатляющего появления в роли бурлящего и отчаянного персонажа Киллера Мирса в пьесе «Последняя миля», Гейблу предложили контракт с Pathé. Его единственный фильм для них и первая роль в звуковом фильме — это небритый злодей в их малобюджетном вестерне «Раскрашенная долина» (1931). У студии возникли финансовые проблемы после отложенного выхода фильма, поэтому Гейбл ушёл работать в Warner Bros:58–66.
В том же году в фильме «Ночная сиделка» Гейбл сыграл злодейского шофёра, который противостоял персонажу Барбары Стэнвик в попытках спасти двух голодающих детей. Роль второго плана изначально была предназначена для Джеймса Кэгни, но фильм «Враг общества» сделал его звездой, и Кэгни отказался. «У него слишком большие уши, и он похож на обезьяну», — сказал исполнительный директор Warner Bros. Дэррил Ф. Занук о Гейбле после того, как проверил его на главную роль в гангстерской драме студии «Маленький Цезарь» (1931). После неудачной кинопробы Занука Гейбл был подписан в 1930 году Ирвингом Тальбергом из MGM за 650 долларов в неделю:64. Он нанял в качестве своего агента Минну Уоллис, сестру продюсера Хэла Уоллиса, среди клиентов которой были актрисы Клодетт Кольбер, Мирна Лой и Норма Ширер.

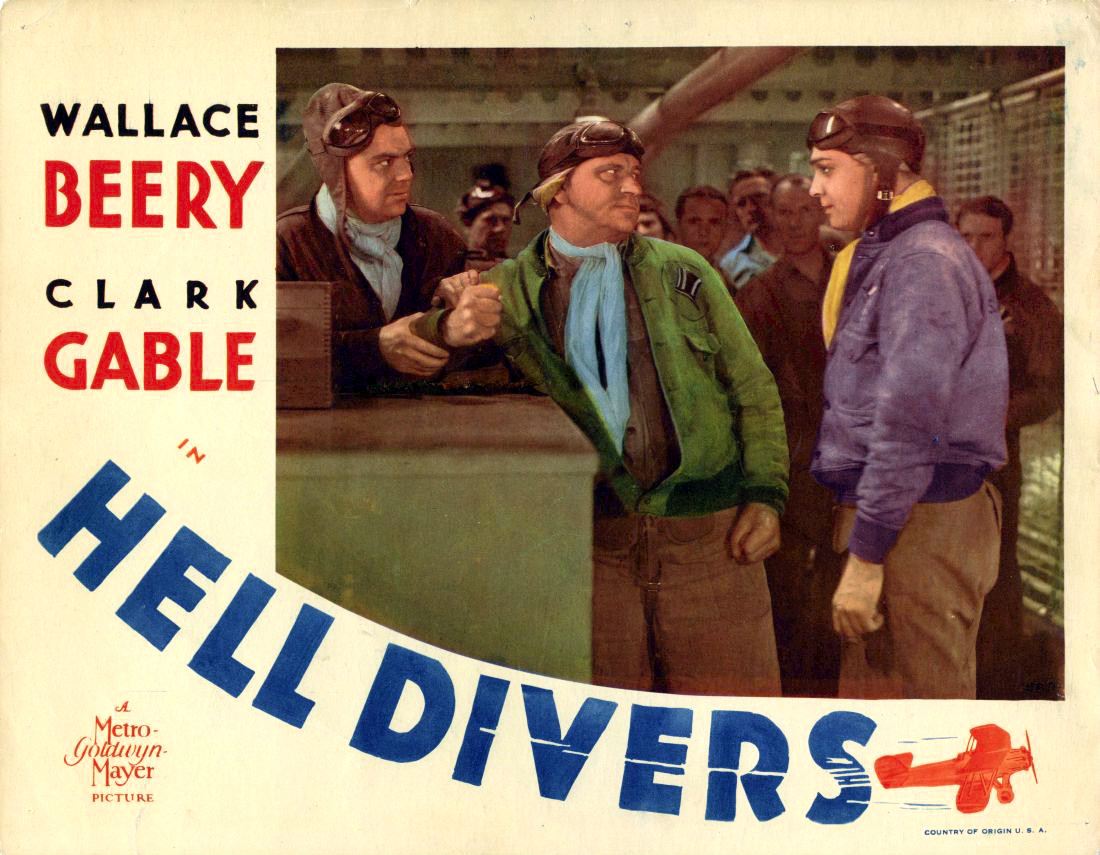
Роль Гейбла была почти такой же, как у Уоллеса Берри, и он получил подпись над названием фильма на постере.

Прибытие Гейбла в Голливуд произошло, когда MGM стремилась увеличить количество звёзд мужского пола, и он отвечал всем требованиям. В 1931 году он сделал две картины с Уоллесом Бири. В первом у него была небольшая роль в «Секретной шестёрке», хотя изначально роль была намного меньше. Затем он добился второй роли, почти такой же большой, как у звезды фильма Бири в фильме о морской авиации «Чёртовы ныряльщики». Рекламный менеджер MGM Говард Стриклинг начал разработку студийного имиджа Гейбла с журналом «Screenland», описывавшим его как «лесоруба в вечерней одежде».
Для роста популярности MGM часто ставили его с известными женщинами-звёздами. Джоан Кроуфорд попросила его сыграть в фильме «Танцуйте, дураки, танцуйте» (1931). Это была его первая главная роль. Игра пары была признана руководителем студии Луисом Б. Майером, который не только ставил их ещё в семи фильмах, но и начал переснимать «Complete Surrender», заменив Гейблом Джонни Мака Брауна в главной роли партнёра Кроуфорд, и переименовал фильм «Смеющиеся грешники» (1931). Его известность и общественная известность после фильма «Вольная душа» (1931), в котором он играл гангстера, затмившего персонажа Нормы Ширер, гарантировали, что Гейбл больше никогда не будет играть второстепенную роль. Он получил много писем от фанатов в результате своего выступления; студия обратила на это внимание. The Hollywood Reporter написал: «Зажглась звезда в процессе становления, такая, которая, по нашим расчётам, превзойдет любую другую звезду… Никогда мы не видели, чтобы публика работала с таким энтузиазмом, как когда Кларк Гейбл идет по экрану»:80.
Гейбл снялся в фильме «Сюзан Ленокс» (1931) с Гретой Гарбо, а также в «Одержимой» (1931) с Джоан Кроуфорд, с которой у него был роман. Адела Роджерс Сент-Джонс позже назвала реальные отношения Гейбла и Кроуфорд «интрижкой, которая чуть не испепелила Голливуд»:82. Луис Майер пригрозил расторгнуть оба контракта, и какое-то время они держались отдельно, когда Гейбл переключил своё внимание на Мэрион Дэвис, когда он играл с ней в «Полли из цирка» (1932). Гейбл рассматривался на роль Тарзана в «Тарзан, человек-обезьяна», но проиграл из-за более внушительного телосложения и превосходного плавания Джонни Вайсмюллеру. Затем Гейбл сыграл главную романтическую роль в фильме «Странная интерлюдия» (1932) вместе с Нормой Ширер, втором из трёх фильмов, в которых они снимались вместе для MGM.

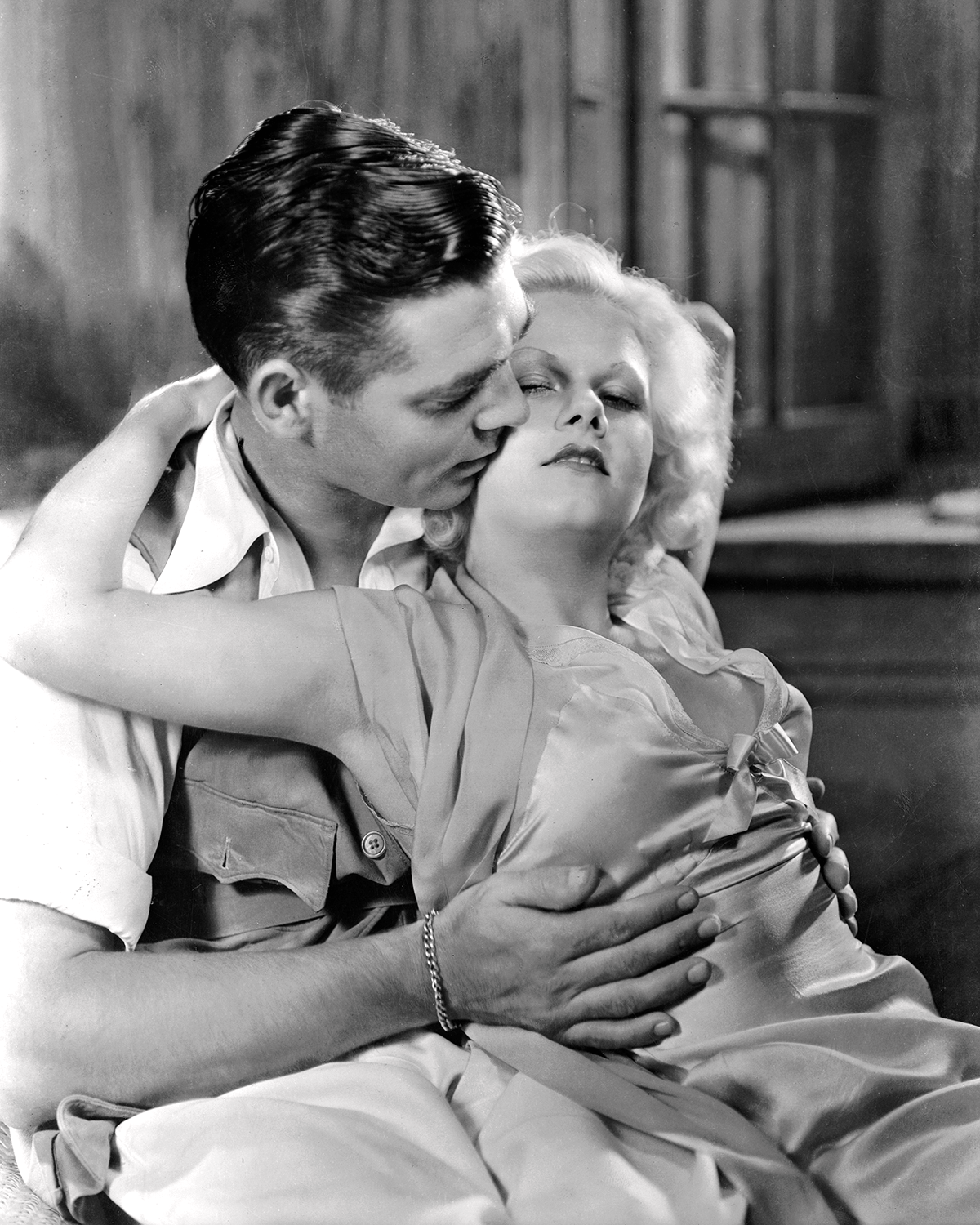
Гейбл в его звёздном повороте с Джин Харлоу в «Красной пыли» (1932).

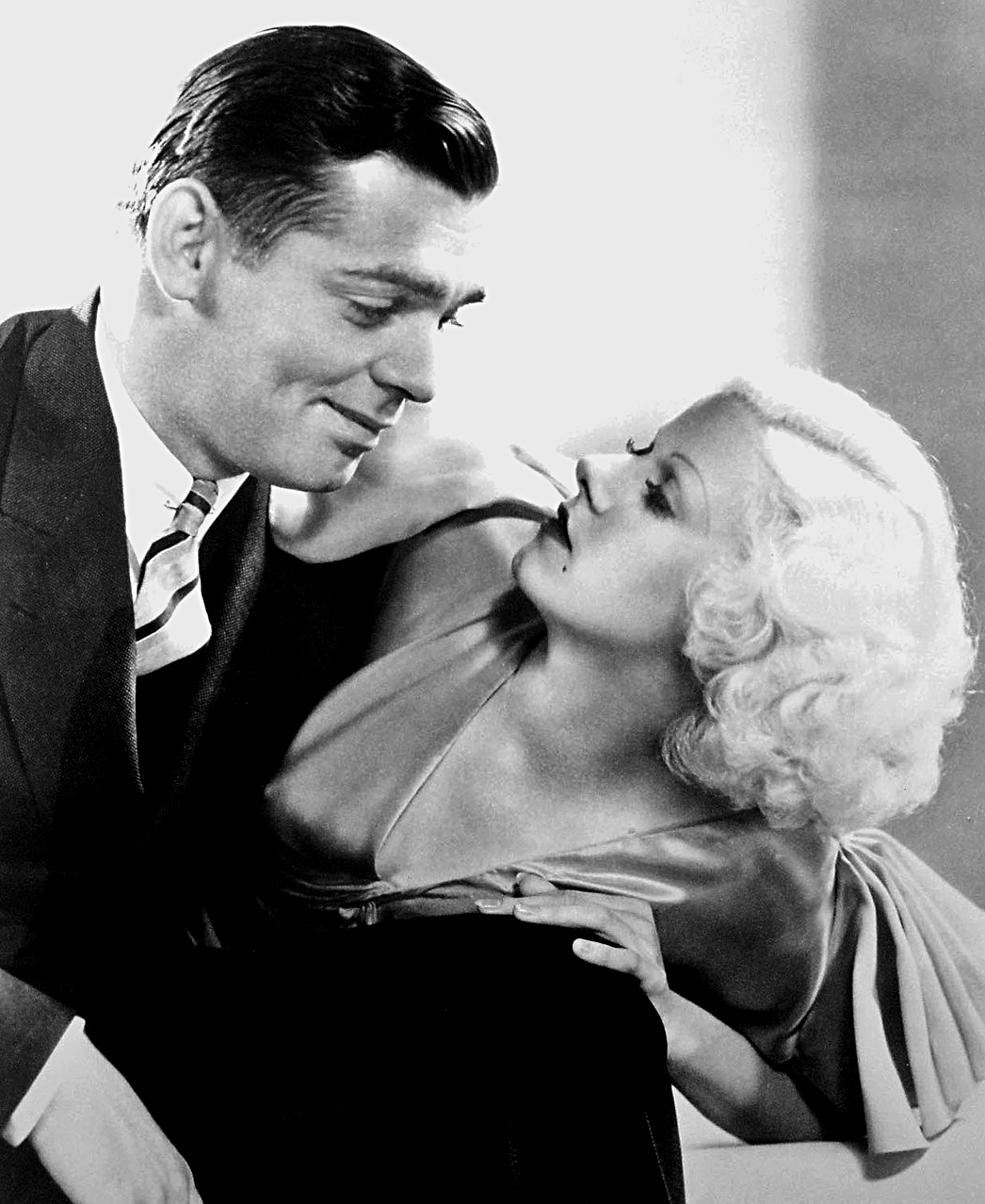
Гейбл и Харлоу в «Береги своего мужчину» (1933).

Затем Гейбл снялся с Джин Харлоу в романтической комедии-драме «Красная пыль» (1932), действие которой происходило на каучуковой плантации в Индокитае. Гейбл сыграл менеджера плантации, связанного с остроумной проституткой Харлоу; однако, по её прибытии, персонаж Гейбла начал ухаживать за чопорной Мэри Астор. Хотя некоторые критики думали, что Харлоу украла шоу, многие соглашались, что Гейбл был естественным партнёром по экрану.
«Небритая любовь» Гейбла к носившей платье на голое тело Джин Харлоу в «Красной пыли» сделала его самым важным романтичным исполнителем главной роли MGM. После того, как Гейбл стал звездой, MGM позиционировала его так же, как Харлоу для Мирны Лой, актёра с меньшим счетом в «Ночной полёт».
Затем Гейбл и Харлоу сыграли в фильмах «Береги своего мужчину» (1933) и «Китайские моря» (1935). Гейбл и Харлоу, популярное сочетание на экране и вне его, снялись вместе в шести фильмах за пять лет. Их последним совместным фильмом был «Саратога» (1937), который был бо́льшим хитом, чем их предыдущие совместные работы. Харлоу умерла во время его производства. Фильм был завершён на девяносто процентов, а остальные сцены были сняты с использованием дальних планов или дублёров; Гейбл сказал, что он чувствовал себя «в объятиях призрака»:179.
В 1934 году у MGM не было готового проекта для Гейбла, которым он интересовался, и студия платила ему 2000 долларов в неделю по его контракту, при этом он ничего не делал. Глава студии Луис Б. Майер одолжил его Columbia Pictures за 2500 долларов в неделю, получая прибыль в 500 долларов в неделю. Гейбл не был первым выбором Капры на роль газетного репортёра Питера Уорна в романтической комедии «Это случилось однажды ночью» (1934) с Клодетт Кольбер, играющей избалованную наследницу, но Columbia хотела его и заплатила. Изначально роль предлагали Роберту Монтгомери, но он отказался, посчитав сценарий слабым.
Съёмки фильма, в котором герои Гейбла и Кольбер должны вместе путешествовать из Флориды в Нью-Йорк любыми доступными способами, начались в напряжённой атмосфере; тем не менее, и Гейбл, и режиссер Фрэнк Капра получили удовольствие от создания фильма. «Это случилось однажды ночью» стал первым фильмом, покорившим все пять главных Оскаров: Гейбл получил статуэтку лучшую мужскую роль, а Кольбер получила за лучшую женскую. «Критики высоко оценили динамичный фарс, который войдёт в совершенно новый романтический жанр: сумасшедшую комедию». Фильм медленно начинался в прокате, но, как только молва распространилась, он стал большим хитом, подорвав даже продажи мужских маек, отсутствие каковых под рубашкой эффектно демонстрировал Гейбл в фильме .

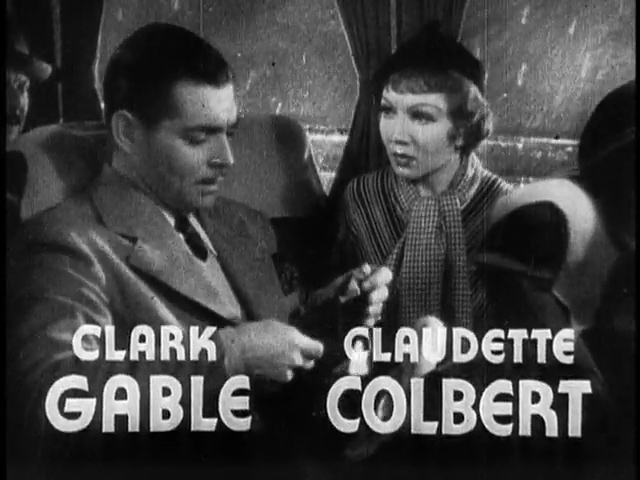
Кларк Гейбл и Клодетт Кольбер в фильме «Это случилось однажды ночью» (1934).

Карьера Гейбла была оживлена его причудливым и добродушным исполнением, и для Капры персонаж Гейбла в фильме очень напоминал его настоящую личность:
«Это случилось однажды ночью» — настоящий Гейбл. Он никогда не мог сыграть такого персонажа, за исключением одного фильма. Они заставляли его играть этих больших брутальных героев-любовников, но он был не из таких. Он был приземлённым парнем, все любил, он ладил с простыми людьми. Он не хотел играть эти большие любовные роли; он просто хотел сыграть Кларка Гейбла, каким он был в «Это случилось однажды ночью», и жаль, что они не позволили ему продолжать в том же духе.
После «Это случилось однажды ночью» Гейбл стал суперзвездой. С 1934 по 1942 год, когда его карьеру в кино прервала Вторая мировая война, он был в верхней части кассовых сборов.
Первой ролью Гейбла после возвращения в MGM оказался упрямый лидер мятежников Флетчер Кристиан, «англичанин в коротких штанишках и треуголке», на которого его уламывал друг и продюсер Ирвинг Тальберг, и после того, как фильм сняли, Гейбл сказал: «Я облажался там». «Мятеж на „Баунти“» (1935) имел успех у критиков и зрителей, получив восемь номинаций на «Оскар»; три номинации на лучшего актёра. При этом фильм победил в номинации «Лучший фильм». Это второй из трёх фильмов-победителей, в которых Гейбл сыграл главную роль. Фильм стоил 2 миллиона долларов и собрал 4,5 миллионов долларов в прокате, что сделало его одним из самых прибыльных за десятилетие. В нём использовались макеты «Баунти» и «Пандоры» в натуральную величину, он был частично снят на Санта-Каталине и во Французской Полинезии.

### 1936—1938: Сотрудничество со Спенсером Трейси

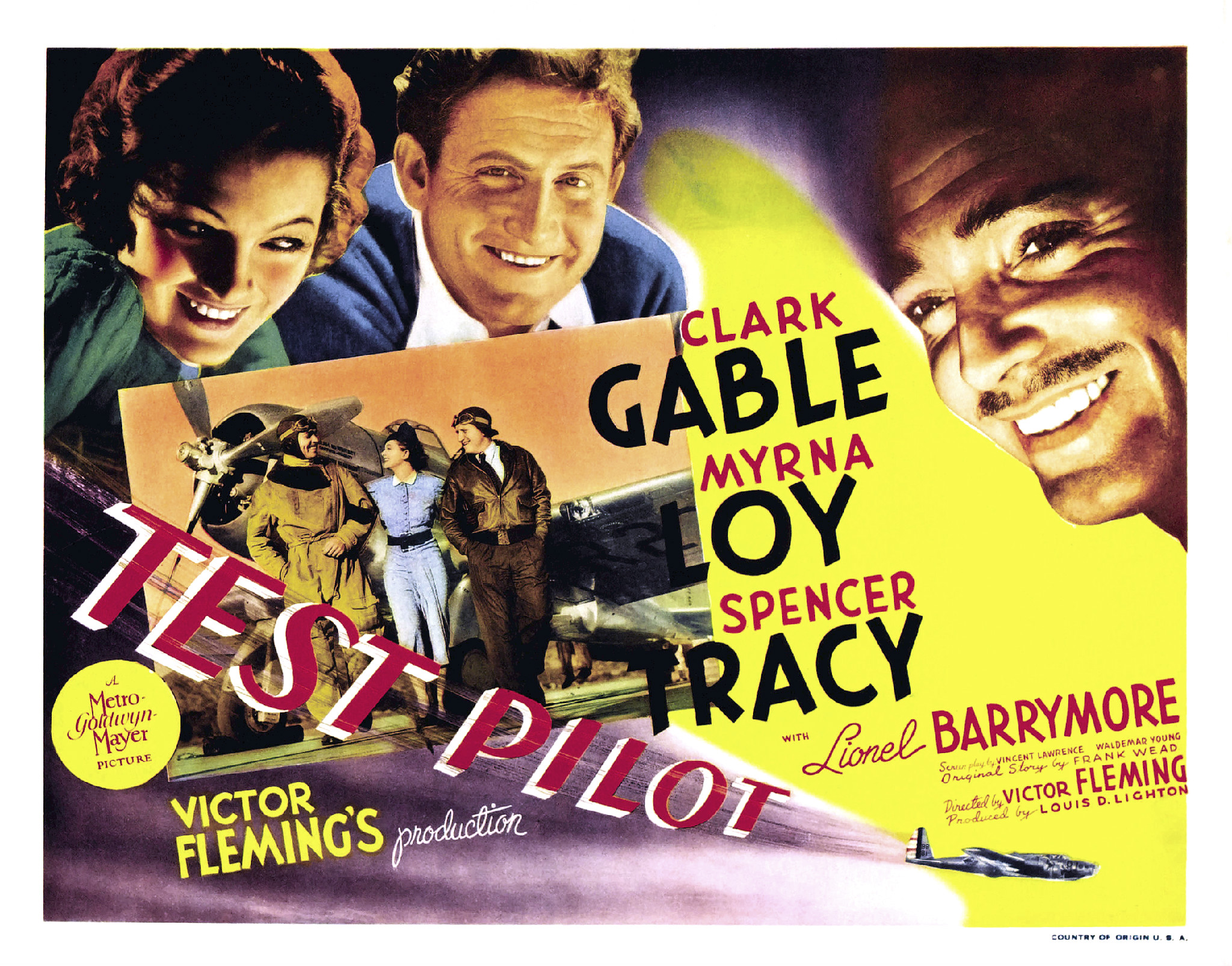
Киноплакат фильма Лётчик-испытатель (1938).

Гейбл снялся в трёх фильмах со Спенсером Трейси, которые способствовали развитию карьеры Трейси и навсегда закрепили их в общественном сознании как команду. В фильме Сан-Франциско (1936) с Джанет Макдональд экранное время Трейси было всего 17 минут. Тем не менее, это не помешало ему номинироваться на «Оскар». Трейси исполнил роль католического священника, который сбивает Гейбла на боксерском ринге. Фильм стал кассовым хитом и остаётся третьим по размеру кассовым фильмом в карьере Гейбла. Их следующий совместный фильм, «Лётчик-испытатель» (1938), был отмечен кассовым успехом и номинировался на премию «Оскар». Гейбл играет главную роль лётчика-испытателя, а Трейси — его помощника-механика.
В их последнем совместном фильме «Шумный город» (1940) Трейси получает бо́льшую роль, чем раньше, почти достигнув паритета с Гейблом и даже имея больше экранного времени, чем Клодетт Кольбер и Хеди Ламарр. Картина о двух нефтяниках, которые стали партнёрами, а затем соперниками, имела кассовые сборы в размере 5 миллионов долларов. Они были закадровыми друзьями и собутыльниками; Трейси был одним из немногих знаменитостей голливудской индустрии, которые присутствовали на частных похоронах Ломбард. После «Шумного города» партнёрство Гейбл—Трейси стало невозможным; успех Трейси привёл к заключению нового контракта, у обеих звёзд были противоречащие условия, требующие выставления фамилий на рекламных плакатах.

### 1939: «Унесённые ветром»
Несмотря на своё нежелание играть эту роль, Гейбл наиболее известен своей номинированной на «Оскар» игрой в картине «Унесённые ветром» (1939). Кэрол Ломбард могла быть первой, кто предложил ему сыграть Ретта Батлера (а она бы сыграла Скарлетт), когда она купила ему копию бестселлера, который он отказался читать:164

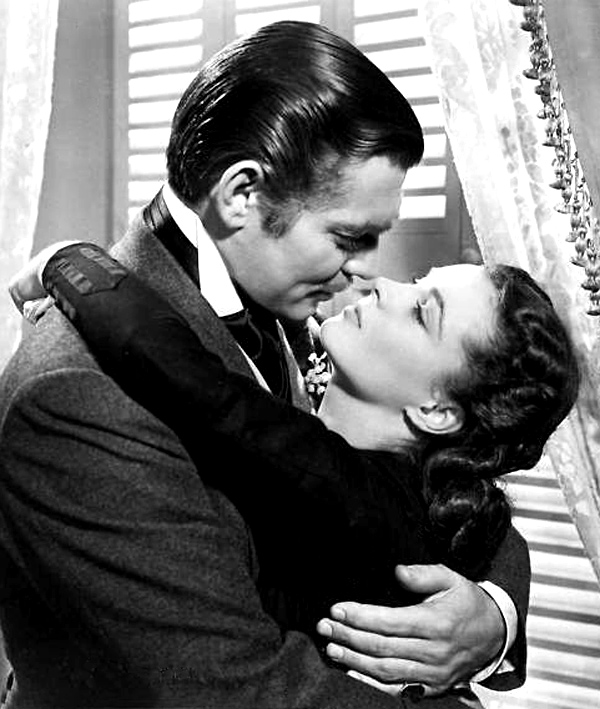
Гейбл и Вивьен Ли принимают любовную позу в «Унесённых ветром» (1939).

Последняя реплика Батлера в «Унесённых ветром», «Честно говоря, моя дорогая, мне наплевать» — одна из самых известных реплик в истории кино. Гейбл сразу же стал фаворитом роли Ретта как у публики, так и у продюсера Дэвида Селзника. Поскольку у Селзника не было мужчин-звёзд по долгосрочному контракту, ему нужно было договориться с другой студией, чтобы одолжить актёра. Первым выбором Селзника был Гэри Купер. Когда Купер отказался от роли Батлера, он произнёс следующие слова: «„Унесённые ветром“ будут самым большим провалом в истории Голливуда. Я рад, что Кларк Гейбл провалится, а не я». К тому времени Селзник решил нанять Гейбла и начал искать способ позаимствовать его у MGM. Гейбл опасался разочаровать публику, решившую, что никто другой не может сыграть эту роль. Позже он признал: «Думаю, теперь я знаю, как должна реагировать муха, попав в паутину»:189.
По общему мнению, Гейбл хорошо ладил с коллегами по фильму и был хорошим другом с актрисой Хэтти Макдэниел; он даже подсунул ей настоящий алкогольный напиток во время сцены, в которой они праздновали рождение дочери Скарлетт и Ретта. По словам статиста Ленни Блуетт, Гейбл чуть не ушёл со съемочной площадки, когда обнаружил, что помещения студии были разделены, а на вывесках было написано «Белый» и «Цветной». Гейбл позвонил режиссёру фильма Виктору Флемингу и сказал ему: «Если вы не уберёте эти таблички, вы не получите своего Ретта Батлера». Знаки были сняты. Гейбл попытался бойкотировать премьеру «Унесённых ветром» в Атланте, потому что чернокожим Макдэниел и Баттерфлай Маккуин не разрешили присутствовать. Сообщается, что он пошёл только после того, как Макдэниел умоляла его прийти. Они снялись ещё в нескольких фильмах, оставаясь друзьями на всю жизнь, и он всегда посещал её голливудские вечеринки.
Гейбл не хотел плакать из-за сцены после того, как Ретт непреднамеренно заставил Скарлетт вынашивать второго ребенка. Оливия де Хэвилленд заставила его плакать, позже комментируя: «О, он бы этого не сделал. Он не стал бы! Виктор (Флеминг) пробовал всё вместе с ним. Он пытался напасть на него на профессиональном уровне. Он не плакал несколько раз, а потом у нас была последняя попытка. Я сказала: „Ты справишься, я знаю, ты справишься, и ты будешь прекрасен…“ Ну, клянусь небом, прямо перед камерой можно было видеть, как на его глазах выступили слёзы, и он незабываемо хорошо сыграл эту сцену. Он вложил в неё всё своё сердце». Роль была одной из самых сложных для Гейбла и частично основывалась на личности режиссёра Флеминга.
Спустя годы Гейбл сказал, что всякий раз, когда его карьера начинает угасать, переиздание «Унесённых ветром» вскоре возродит его популярность, и он продолжал оставаться ведущим актёром до конца своей жизни. Одно переиздание гласило: «Кларк Гейбл не устает держать Вивьен Ли».

### Брак с Кэрол Ломбард

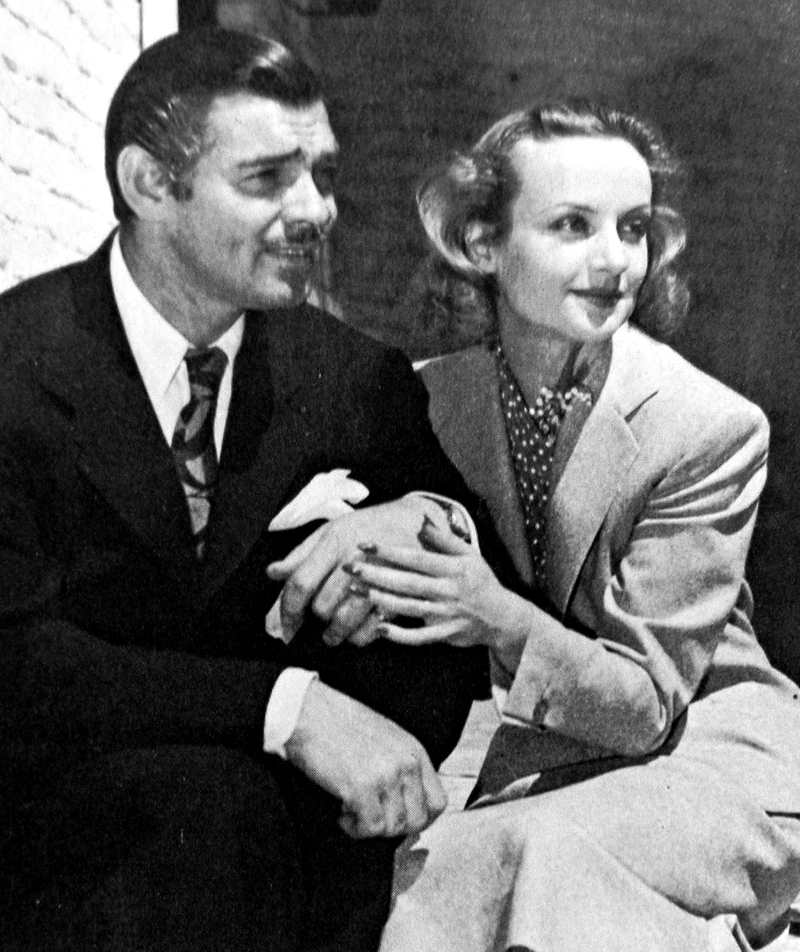
Гейбл и Кэрол Ломбард после медового месяца 1939 года.

Отношения Гейбла и брак в 1939 году с его третьей женой, актрисой Кэрол Ломбард (1908—1942), были одним из самых счастливых периодов в его личной жизни:189–201. Они познакомились во время съёмок фильма 1932 года «Трудный мужчина», когда Ломбард все ещё была замужем за актёром Уильямом Пауэллом. Роман Гейбла и Ломбард не был известен до 1936 года. Вскоре они стали неразлучными, фанатские журналы и таблоиды называли их официальной парой.

Гейбл процветал в окружении юной, очаровательной и откровенной личности Ломбард, однажды заявив: 
«Вы можете доверить этому маленькому болвану свою жизнь, свои надежды или свои слабости, а она даже не знает, как думать о том, чтобы подвести вас»:182.

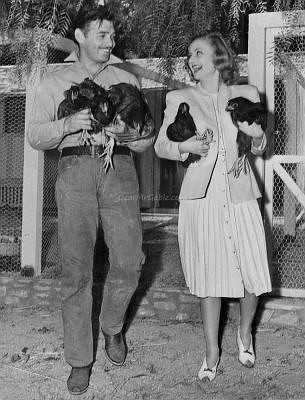
«Ма и Па», как они ласково звали друг друга, на своем ранчо в Энсино, Калифорния.

Гейбл всё ещё был женат по закону, продлив дорогостоящий развод со своей второй женой, Рией Лэнгхэм, до тех пор, пока его зарплата в «Унесённых ветром» не позволила ему 7 марта 1939 года заключить с ней развод. 29 марта во время перерыва в работе над «Унесёнными ветром» Гейбл и Ломбард поженились в Кингмене, Аризона:200–201 и провели медовый месяц в номере 1201 Arizona Biltmore Hotel. Они купили ранчо, ранее принадлежавшее режиссёру Раулю Уолшу в Энсино, Калифорния, за 50 000 долларов, сделав его своим домом. Пара, любовно называющая друг друга «Ма и Па», владела зверинцем и разводила там кур и лошадей.
После бомбардировки Перл-Харбора многие голливудские звёзды присоединились к военным действиям, некоторые, такие как Джеймс Стюарт, записались на действительную военную службу. Кэрол Ломбард отправила телеграмму Франклину Рузвельту от имени Гейбла, выразив свою заинтересованность в этом, но президент думал, что 41-летний актёр может лучше всего послужить за счёт увеличения патриотических ролей в фильмах и погоней за облигациями.
16 января 1942 года Ломбард была пассажиром рейса 3 авиакомпании TWA вместе со своей матерью и агентом прессы Отто Винклером. Она только что закончила свой 57-й фильм «Быть или не быть» и возвращалась домой после успешной продажи военных облигаций, когда авиалайнер DC-3 врезался в гору Потоси недалеко от Лас-Вегаса, в результате чего погибли все 22 пассажира на борту, в том числе 15 военнослужащих, направлявшихся на тренировку в Калифорнию. Гейбл прилетел к месту крушения, чтобы забрать тела своей жены, тёщи и Винклера, который был шафером на свадьбе Гейбла и Ломбард. Актриса была объявлена первой американской женщиной, пострадавшей во время Второй мировой войны, и Гейбл получил личную ноту соболезнования от президента Рузвельта. Расследование аварии Советом по гражданской авиации пришло к выводу, что причиной была ошибка пилота:250–251.
Гейбл вернулся на ранчо в Энсино и исполнил желание Ломбард, как она просила в своём завещании. Месяц спустя он вернулся в студию, чтобы поработать с Ланой Тёрнер над их вторым совместным фильмом «Где-нибудь я найду тебя». Потеряв 20 фунтов после трагедии, Гейбл, очевидно, был эмоционально и физически опустошён, но Тёрнер заявила, что Гейбл оставался «непревзойдённым профессионалом» на протяжении съёмок. Он снялся ещё в 27 фильмах и ещё дважды женился. «Но он никогда не был прежним», — говорит Эстер Уильямс. «Он был опустошён смертью Кэрол».

### 1939—1942: Продолжение карьеры
Между заключением брака с Ломбард и её смертью Гейбл снова снимался с Нормой Ширер в романтическом фильме времён Второй мировой войны «Восторг идиота» (1939). Он играет певца из ночного клуба, который не признает былую любовь (Ширер), в то время как нацисты приближаются к гостям в отеле, находящемся на грани войны. Фильм запомнился песней «Puttin 'on the Ritz», танцами Гейбла и альтернативным финалом.

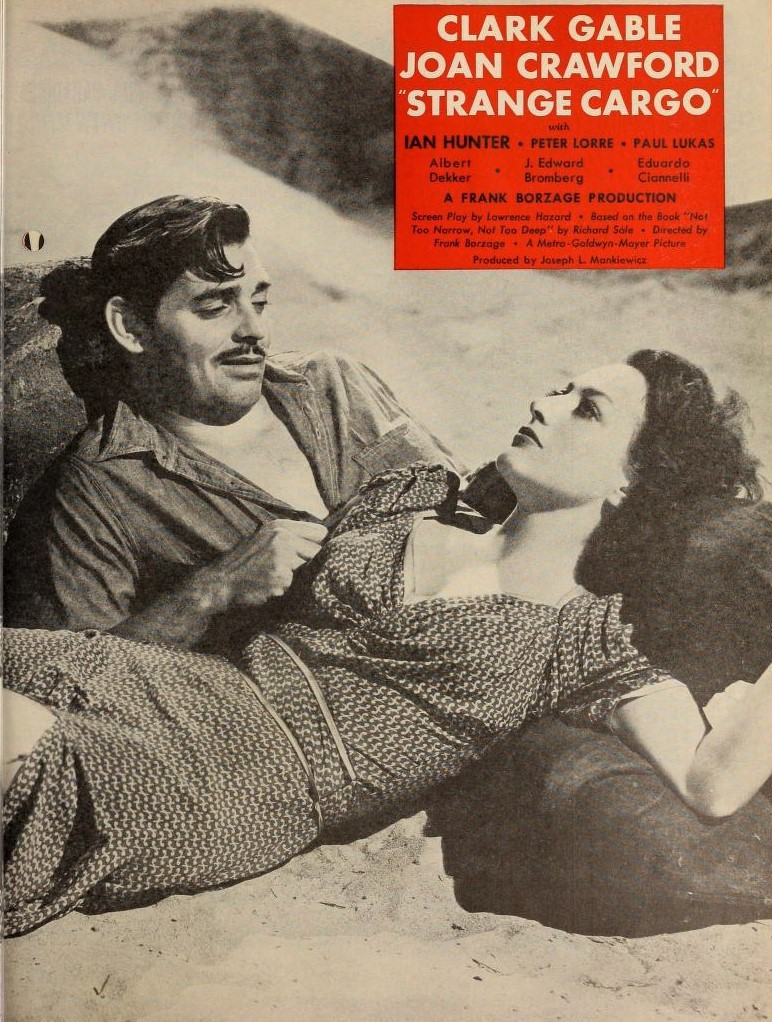
Гейбл и Кроуфорд в фильме «Странный груз» (1940).

Гейбл также снялся в романтической драме «Странный груз» (1940) с Джоан Кроуфорд, с участием Петера Лорре и Иэна Хантера. В центре внимания фильма — Гейбл и осуждённые Острова Дьявола, совершившие побег из исправительной колонии, которые по пути подбирают местную артистку (Кроуфорд). В своём восьмом и последнем совместном фильме Гейбл и Кроуфорд «снова продемонстрировали свою экранную магию», и этот фильм вошёл в десятку самых кассовых фильмов года.
Затем Гейбл снял свой первый фильм с 20-летней Ланой Тёрнер, новичком, в которой MGM видел преемника Кроуфорд и покойной Джин Харлоу. «Кабак» (1941) — вестерн, где персонаж Гейбла является мошенником и картёжником и влюбляется в персонажа Тёрнер, дочь чопорного судьи. Гейбл не хотел играть с Тёрнер в необходимых романтических сценах. Но их химия сослужила им хорошую службу в этом и трёх более поздних фильмах, причем «Хонки-Тонк» занял третье место в прокате в том году.
Поскольку пара пользовалась популярностью у публики, Гейбл и Тёрнер снова снялись вместе в фильме «Где-нибудь я найду тебя» (1941) в роли военных корреспондентов, которые едут на Тихоокеанский театр военных действий и подвергаются японской атаке. Фильм стал ещё одним хитом, заняв 8-е место в прокате 1942 года. Историк кино Дэвид Томсон написал, что качество фильмов после «Унесённых ветром» «едва ли соответствовало национальному кумиру» и начало карьерный спад Гейбла.

### 1942—1944: Вторая мировая война

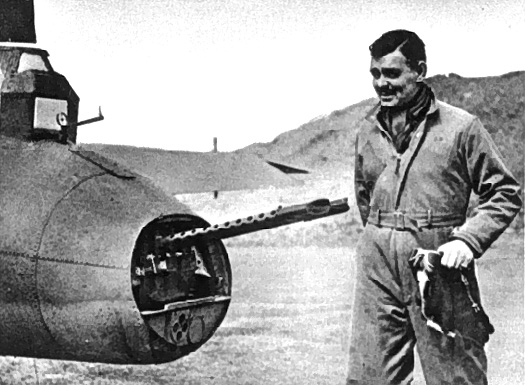
Гейбл в составе 8-й воздушной армии возле Boeing B-17 Flying Fortress в Англии, 1943 год.

12 августа 1942 года, после смерти Ломбард и завершения фильма «Где-нибудь я найду тебя», Гейбл присоединился к армейской авиации США. Ломбард предложила Гейблу записаться на военную службу, но MGM не хотела его отпускать. Командующий Военно-воздушными силами США Генри Х. «Хэп» Арнолд предложил Гейблу «особое задание» с Первой кинокамерой после базовой подготовки.
«The Washington Star» сообщила, что Гейбл прошёл медицинский осмотр в Боллинг Филд 19 июня перед тем, как поступить на службу.
"Мистер Гейбл, как стало известно из источника за пределами военного ведомства, вчера совещался с генерал-лейтенантом Г. Х. Арнолдом, главой ВВС. «Звезда» продолжила: «Было понятно, что мистер Гейбл, если его примут, будет снимать фильмы для ВВС. Лейтенант Джимми Стюарт, ещё один актёр в форме, делал так же».
Гейбл ранее проявлял интерес к школе кандидатов в офицеры с намерением стать воздушным стрелком после поступления в школу бомбардировщиков. MGM устроила так, чтобы его друг по студии, оператор Эндрю Макинтайр, записался вместе с ним и сопровождал его на тренировках.
17 августа 1942 года, вскоре после его зачисления на военную службу, он и Макинтайр были отправлены в Майами-Бич, Флорида, где они вошли в класс 42-E OCS USAAF. Оба закончили обучение 28 октября 1942 года и были назначены на должности второго лейтенанта. Его класс, состоящий примерно из 2600 студентов (из которых он занял примерно 700-е место), выбрал Гейбла своим выпускным докладчиком. Генерал Арнольд вручил курсантам их поручения. Затем Арнольд сообщил Гейблу о его особом задании: снять фильм о рекрутинге в 8-ю воздушную армию для набора воздушных стрелков. Гейбл и Макинтайр были немедленно отправлены в артиллерийскую школу на Тиндалл Филд, Флорида, за которым последовал курс фотографии в Форт Джордж Райт, штат Вашингтон, и по его окончании был повышен до первого лейтенанта.

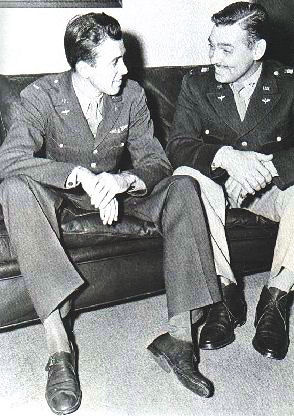
Джеймс Стюарт и Кларк Гейбл, 1943 год.

27 января 1943 года Гейбл явился на армейский аэродром Биггс, штат Техас, чтобы тренироваться и сопровождать 351-ю бомбардировочную группу в Англию в качестве главы киноотряда из шести человек. Помимо Макинтайра, он нанял сценариста Джона Ли Махина, операторов Марио Тоти и Роберта Боулса, а также звукооператора лейтенанта Говарда Восса, чтобы укомплектовать свою команду. Гейбл был повышен до капитана, когда он был с 351-й бомбардировочной группой на армейской авиабазе Пуэбло, Колорадо. Это звание, соизмеримое с его положением командира подразделения. До этого он и Макинтайр были старшими лейтенантами.
Гейбл провёл большую часть 1943 года в Англии в RAF Polebrook с 351-й бомбардировочной группой. Гейбл совершил пять боевых вылетов, в том числе один в Германию, в качестве наблюдателя-стрелка в B-17 Flying Fortress в период с 4 мая по 23 сентября 1943 года, заработав медаль военно-воздушных сил и крест лётных заслуг за его усилия. Во время одного из вылетов самолет Гейбла был повреждён зенитной артиллерией и атакован истребителями, которые вывели из строя один из двигателей и взорвали стабилизатор. Во время налёта на Германию один член экипажа был убит и двое других ранены, зенитная артиллерия пробила башмак Гейбла и едва не попала в голову. Когда об этом стало известно компании MGM, руководители студии начали приставать к Военно-воздушным силам США, чтобы те перевели самого ценного киноактера на небоевую работу. В ноябре 1943 года Гейбл вернулся в Соединённые Штаты для монтажа своего фильма на старом участке Warner Bros., пожертвованном на военные нужды, присоединившись к Первому кинематографическому отделу в Голливуде.
В июне 1944 года Гейбл был повышен до майора. Хотя он надеялся на другое боевое задание, его отправили на бездействие, и 12 июня 1944 года его увольнительные документы были подписаны капитаном (впоследствии президентом США) Рональдом Рейганом. Гейбл завершил монтаж фильма «Combat America» в сентябре 1944 года. В этом документальном фильме использовались многочисленные интервью с артиллеристами. Поскольку его график производства фильмов не позволял ему выполнять обязанности офицера запаса, он подал в отставку 26 сентября 1947 года, через неделю после того, как ВВС стали независимым подразделением службы.
Адольф Гитлер предпочитал Гейбла другим актёрам. Во время Второй мировой войны Гитлер предложил значительную награду каждому, кто сможет захватить Гейбла невредимым:268.
Он хорошо использовал свой военный опыт в фильме «Командное решение» (1948), сыграв бригадного генерала Второй мировой войны, который руководил бомбардировками Германии. «Variety» написал: «Это правдоподобная доставка, интерпретирующая бригадного генерала, который должен отправить своих людей почти на верную смерть, с пониманием, которое свидетельствует о его симпатии к солдату…».

### 1945—1953: После Второй мировой войны
Сразу после увольнения со службы Гейбл вернулся на своё ранчо и отдохнул. Он возобновил довоенные отношения с Вирджинией Грей, партнёршей по фильмам «Лётчик-испытатель» и «Восторг идиота». Она, по сообщениям газет, могла бы стать следующей миссис Гейбл. В профессиональном плане первым фильмом Гейбла после Второй мировой войны был «Приключение» (1945) с Грир Гарсон, к тому времени ведущей женской звездой MGM. Учитывая знаменитый тизер-слоган «Гейбл вернулся, а Гарсон получила его», фильм стал коммерческим хитом, заработав более 6 миллионов долларов, но провалился по мнению критиков.
Гейбл получил признание за свою игру в «Рекламистах» (1947), сатире на послевоенную коррупцию и аморальность Мэдисон-авеню, в которой снимались Дебора Керр и Ава Гарднер. Фильм пользовался успехом у зрителей, заняв 11-е место по кассовым сборам, но и «Variety», и «Нью-Йорк Таймс» рассматривали его как очищенную версию романа с проблемами сценария, что было тяжело для Гейбла, который боролся с ролью.

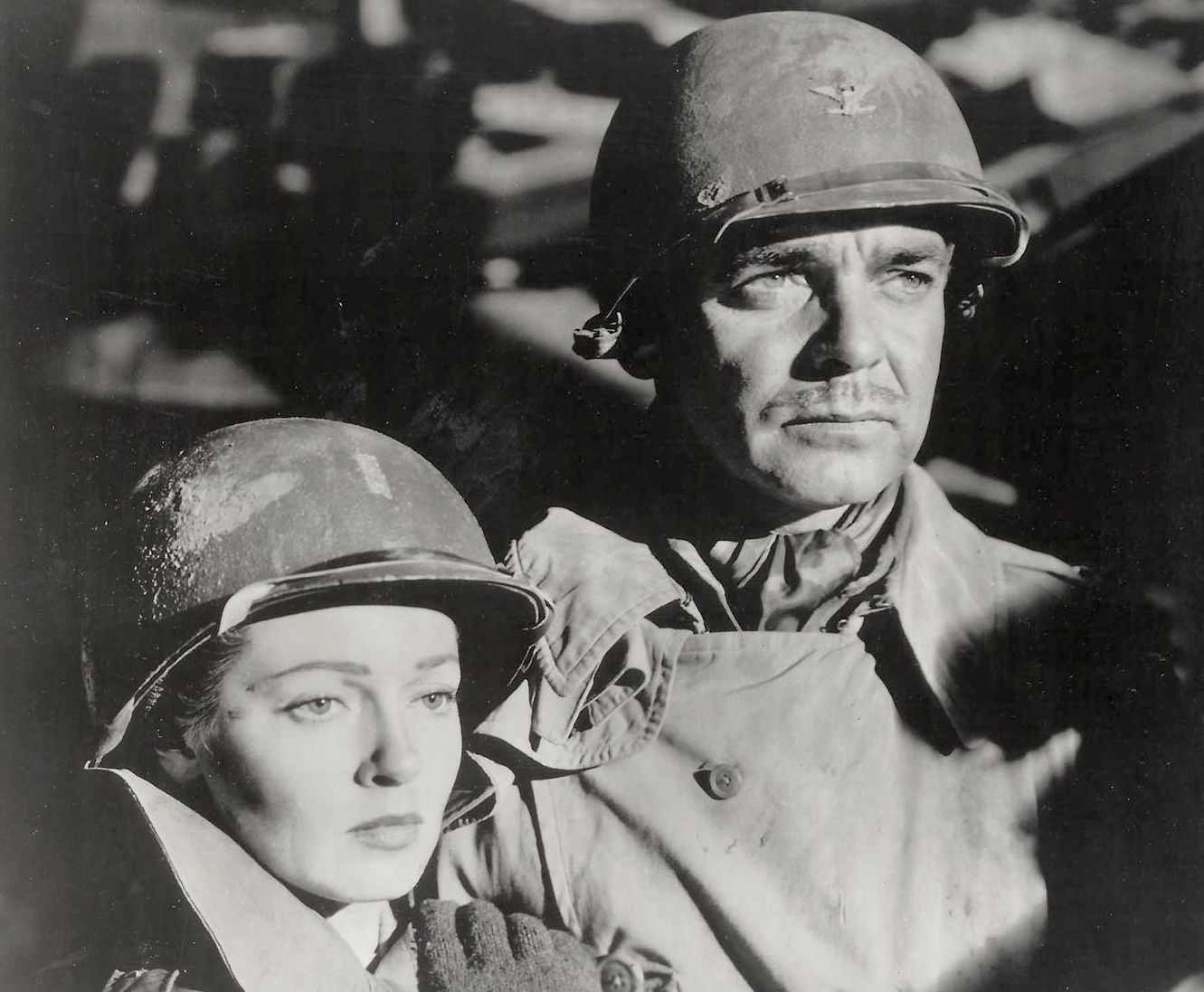
Тернер и Гейбл в «Возвращении домой» (1948).

Следующим фильмом Гейбла стала романтическая драма «Возвращение домой» (1948), где он сыграл женатого доктора, участвующего во Второй мировой войне, встречающего персонажа хирургической медсестры Ланы Тёрнер, с романтикой, разворачивающейся в воспоминаниях. После этого он снялся в военном фильме «Командное решение» (1948), психологической драме с Уолтером Пиджоном, Ваном Джонсоном, Брайаном Донлеви и Джоном Ходяком. Фильм имел успех у публики, но MGM потеряла деньги из-за высокой стоимости актёрского состава.
После этого произошёл очень публичный и краткий роман с Полетт Годдар. В 1949 году Гейбл женился на Сильвии Эшли, британской модели и актрисе, ранее состоявшей в браке с Дугласом Фэрбенксом-старшим. Отношения были в корне неудачными; они развелись в 1952 году.
Гейбл снялся в серии фильмов с женщинами-партнёрами: «Крупная ставка» (1950) с Алексис Смит, «Ключ от города» (1950) с Лореттой Янг и «Чтобы сделать приятное даме» (1950) с Барбарой Стэнвик. Они были достаточно популярны, но он имел больше успехов с двумя вестернами: «Через широкую Миссури» (1951) и «Одинокая звезда» (1952).
Затем он снялся в «Не отпускай меня» (1953) с Джин Тирни. Тирни была любимицей Гейбла, и он был очень разочарован, когда её в «Могамбо» заменила Грейс Келли из-за проблем Тирни с психическим здоровьем.

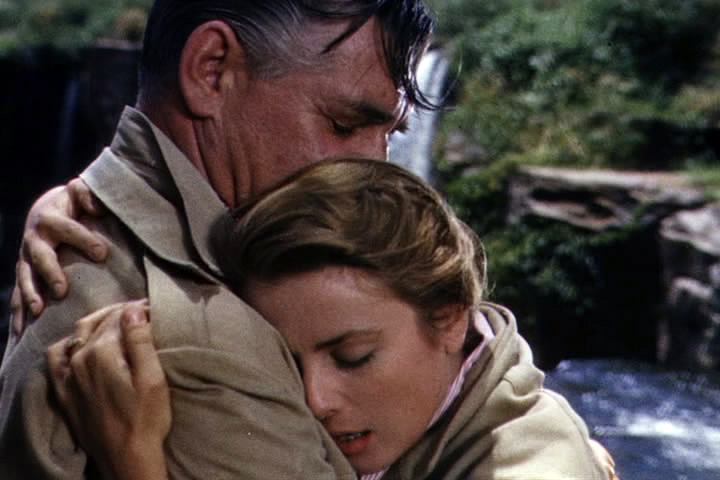
Кларк Гейбл и Грейс Келли в «Могамбо» (1953).

«Могамбо» (1953), снятый Джоном Фордом, был несколько очищенным и более ориентированным на действия ремейком популярного фильма Гейбла «Красная пыль», с Джин Харлоу и Мэри Астор. Ава Гарднер, в её третьем и последнем фильме с Гейблом, была хорошо принята в главной женской роли Харлоу, как и Келли в роли Астор, получивших номинации на премию «Оскар»: Гарднер за главную роль и Келли за роль второго плана. Находясь в Африке, начали появляться сообщения о романе между Гейблом и Келли (результат частных ужинов, которые устраивали звёзды), но их отношения были крепкой дружбой, по словам Гарднер, а сама Келли позже прокомментировала отсутствие какого-либо сексуального аспекта, «возможно, из-за разницы в возрасте». Публичность только помогла продажам билетов, поскольку фильм занял седьмое место по кассовым сборам, собрав 8,2 миллиона долларов за год, что стало самым популярным хитом Гейбла с тех пор, как он вернулся в MGM после войны.

### 1954: Уход из MGM
Несмотря на положительную критическую и общественную реакцию на «Могамбо», Гейбл становился всё более недовольным тем, что он считал посредственными ролями, предлагаемыми MGM, в то время как студия считала его зарплату чрезмерной. Глава студии Луис Майер был уволен в 1951 году на фоне резкого падения доходов и увеличения производственных затрат в Голливуде, в значительной степени из-за растущей популярности телевидения. Новый глава студии, бывший руководитель производства Доре Шари, изо всех сил пытался сохранить прибыль студии. Многие давние звёзды MGM были уволены или их контракты не были продлены, в том числе Грир Гарсон и Джуди Гарланд.
Гейбл отказался продлевать контракт. Его последним фильмом в MGM был «Преданный» (1954), шпионская военная драма с участием Тёрнер и Виктора Мэтьюра. Критик Пол Мэвис писал: «Гейбл и Тёрнер просто не щёлкают так, как должны здесь… плохие сюжеты и линии никогда не мешали этим двум профессионалам сыграть хорошие роли в других фильмах». В марте 1954 года Гейбл покинул MGM.

### 1955—1957: После MGM
Его следующие два фильма были сняты для 20th Century Fox: «Солдат удачи», приключенческий рассказ в Гонконге с Сьюзен Хейворд и «Крутые ребята» (1955), вестерн с Джейн Рассел и Робертом Райаном. Оба были прибыльными, хотя и весьма скромными, принесли Гейблу свои первые гонорары за участие в прибыли. В 1955 году Гейбл был 10-м по кассовым сборам. Это последний год, когда он входил в первую десятку.
В 1955 году Гейбл женился на своей пятой жене, Кей Спрекелс (урожденная Кэтлин Уильямс), бывшей модели и актрисе, которая ранее была трижды замужем. Гейбл стал отчимом её сына Банкера Спрекелса, который в конце 1960-х — начале 1970-х годов занимался сёрфингом, что в конечном итоге привело к его ранней смерти в 1977 году.

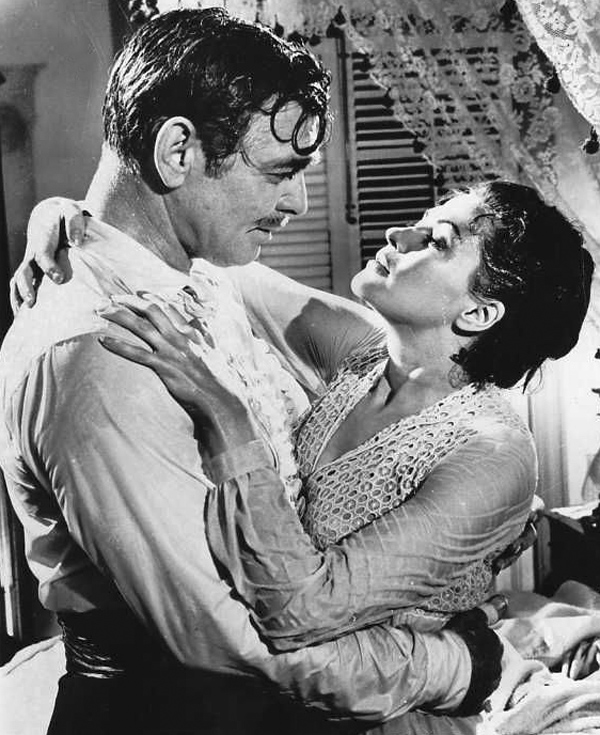
Кларк Гейбл и Ивонн Де Карло в фильме «Банда ангелов» (1957).

В 1955 году Гейбл вместе с Джейн Рассел и её мужем Бобом Уотерфилдом создал продюсерскую компанию Russ-Field-Gabco, и они сняли фильм «Король и четыре королевы» (1956). Это был единственный раз, когда Гейбл был продюсером. Он обнаружил, что продюсирование и игра забирают слишком много сил, и этот вестерн Рауля Уолша был единственным снятым фильмом.
Его следующим проектом была постановка Warner Bros. «Банда ангелов» (1957) с участием Ивонн Де Карло и Сидни Пуатье. Фильм не был хорошо принят, несмотря на сходство роли Гейбла с Реттом Батлером. «Newsweek» написал: «Это настолько плохой фильм, что его нужно посмотреть, чтобы поверить»:351.

### 1958—1960: Paramount
Затем он работал в паре с Дорис Дэй в фильме «Любимец учителя» (1958), снятом в чёрно-белом формате на Paramount. Он также снялся в «Идти тихо, идти глубоко» (1958) с партнёром по фильму и продюсером Бертом Ланкастером, который впервые показал его на экране смерть с 1937 года и получил хорошие отзывы. Гейбл начал получать предложения от телевидения, но категорически отклонил их. В 57 лет Гейбл наконец признал: «Теперь пора играть в моём возрасте»:361. Его контракты начинались с пункта, что его съёмочный и рабочий дни заканчивались в 17:00.
Его следующие два фильма были лёгкими комедиями для Paramount: «Но не для меня» (1959) с Кэрролл Бейкер и "Это началось в Неаполе "(1960) с Софи Лорен. «Неаполь» был написан и снят Мелвиллом Шавельзоном и в основном показал красоту Лорен и итальянского острова Капри. Фильм имел кассовый успех и был номинирован на премию «Оскар» за художественное руководство и два «Золотых глобуса», за картину и за главную женскую роль. Снятый в основном в Италии, это был последний цветной фильм Гейбла, выпущенный в свет. В то время как вес Гейбла увеличился до 230 фунтов, что он приписал макаронам, поэтому он начал интенсивную диету, чтобы достичь целевого веса 195, а также на короткое время бросил пить и курить, чтобы пройти необходимые физические упражнения для своего следующего фильма.
8 февраля 1960 года Гейбл получил звезду на Голливудской «Аллее славы» за свою работу в кино. Звезда находится по адресу Вайн-стрит, 1608.

### 1961: «Неприкаянные»

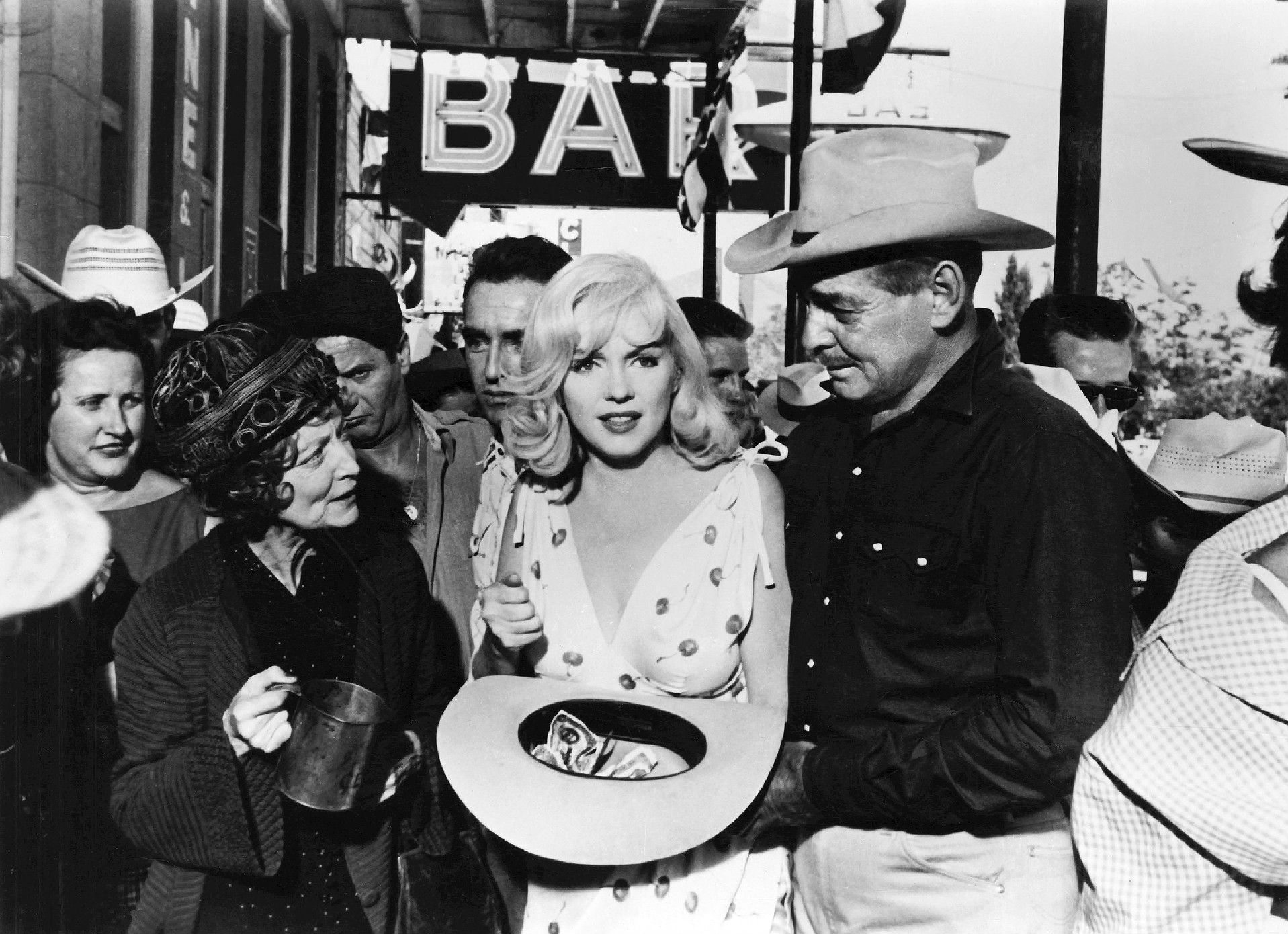
Мэрилин Монро и Кларк Гейбл с Илаем Уоллаком и Монтгомери Клифтом (на заднем плане) в фильме «Неприкаянные» (1961).

Последним фильмом Гейбла был «Неприкаянные» (1961) по сценарию Артура Миллера. Режиссёром выступил Джон Хьюстон. Вместе с Гейблом снимались Мэрилин Монро (её последний завершенный фильм), Монтгомери Клифт, Эли Уоллах и Телма Риттер. Многие критики считают игру Гейбла лучшей, и Гейбл, увидев черновики, согласился, хотя фильм не получил ни одной номинации на «Оскар». Миллер написал сценарий для своей жены Монро; фильм повествует о двух стареющих ковбоях и пилоте, которые отправились на мустанге в Рино, штат Невада, и все они влюбились в блондинку. В 1961 году это был несколько разрозненный фильм с его антигеройскими вестернами, но с тех пор он стал классикой.
Портретист Эль Гиршфельд создал рисунок, а затем литографию, изображающую звёзд фильма Клифта, Монро и Гейбла со сценаристом Миллером в типичной сцене «на съёмочной площадке» во время проблемного производства. В документальном фильме 2002 года Илай Уоллак вспоминал сцены скачек мустангов, на которых Гейбл настаивал на исполнении трюков самим: «Вы должны пройти медосмотр, чтобы снять это» и «Он был профессионалом, идущим домой в 5 часов вечера к беременной жене». «The New York Times» сочла «игру мистера Гейбла в образе кожаного старого ковбоя с реалистичным взглядом на самые простые вещи» иронически жизненно важной с его смертью перед выходом фильма.

### Политика
Гейбл был консервативным республиканцем, хотя никогда публично не говорил о политике. Его третья жена, Кэрол Ломбард, была активисткой либеральных демократов, и она убедила его поддержать президента-демократа Франклина Рузвельта и Новый курс. В 1944 году он стал одним из первых членов консервативного Кинематографического альянса за сохранение американских идеалов, антикоммунистической организации, вместе с Рональдом Рейганом, Джоном Уэйном, Гэри Купером и другими консервативными актёрами и кинорежиссёрами. В феврале 1952 года он присутствовал на телевизионном митинге в Нью-Йорке, на котором он с энтузиазмом убеждал генерала Дуайта Эйзенхауэра баллотироваться в президенты, когда обе партии все ещё рассматривали Эйзенхауэра в качестве своего кандидата. Гейбл перенёс тяжёлый коронарный тромбоз и голосовал по почте на президентских выборах 1960 года за вице-президента Ричарда Никсона.

### Болезнь и смерть

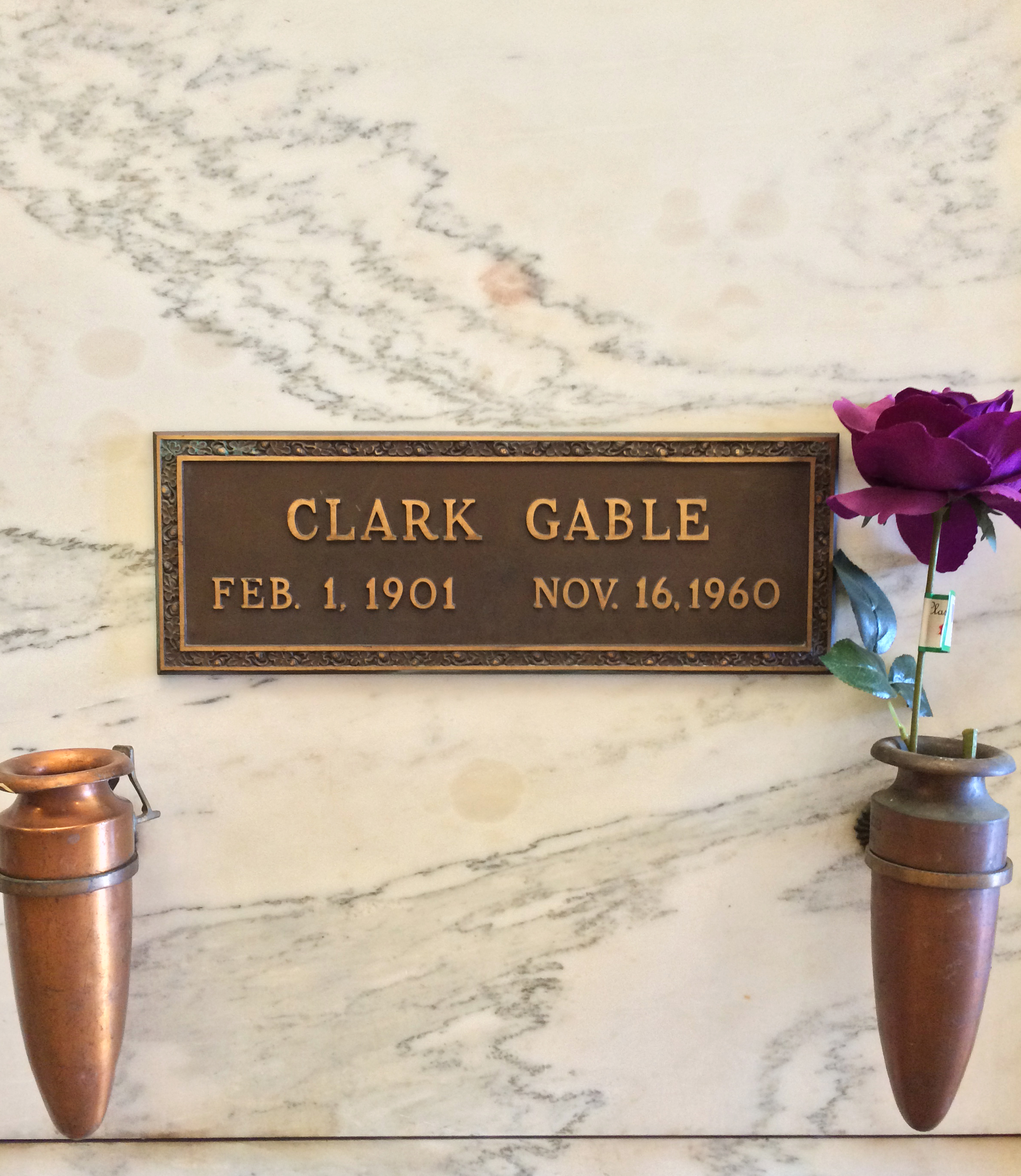
Склеп Гейбла в Доверительном святилище Большого мавзолея на Форест-Лоун, Глендейл.

6 ноября 1960 года Гейбл был отправлен в Голливудский пресвитерианский медицинский центр в Лос-Анджелесе, где врачи обнаружили, что он перенес сердечный приступ. Газета сообщает, что на следующий день его состояние было признано удовлетворительным. К утру 16 ноября ему казалось, что он поправляется, но он умер в тот же вечер в возрасте 59 лет от второго сердечного приступа, вызванного сгустком артериальной крови. Медицинский персонал не проводил СЛР из-за опасений, что процедура может привести к разрыву сердца Гейбла, а дефибриллятор был недоступен.
В интервью с Луэллой Парсонс, опубликованном вскоре после смерти Гейбла, по поводу предположений о его сложной роли в «Неприкаянных», Кей Гейбл сказала: «Его убили не физические нагрузки. Это было ужасно: напряжение, вечное ожидание, ожидание, ожидание. Он ждал вечно, всех. Он так злился, что просто шёл вперед и делал всё, чтобы оставаться занятым»:378–379. Монро сказала, что они с Кей сблизились во время съёмок и будут называть Кларка «Нашим человеком», в то время как Артур Миллер, наблюдая за Гейблом на месте, сказал: «На его лице никогда не было ни намёка на оскорбление».
20 марта 1961 года Кей Гейбл родила единственного сына Гейбла, Джона Кларка Гейбла, в той же больнице, в которой умер её муж четырьмя месяцами ранее. Мэрилин Монро присутствовала на крещении его сына.
Кларк Гейбл похоронен в Большом мавзолее, Мемориальная терраса, на кладбище Форест-Лаун (Глендейл) рядом с Кэрол Ломбард и её матерью. На похоронах присутствовал почётный караул, гробоносцами были Спенсер Трейси и Джеймс Стюарт. Двадцать два года спустя Кей Гейбл умерла и была похоронена там же.

## Личная жизнь

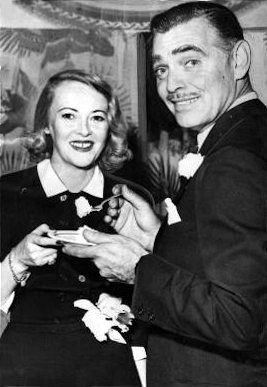
С четвёртой женой Сильвией Эшли.

Гейбл был женат пять раз. Он был помолвлен с актрисой Франц Дорфлер, когда жил в Астории, штат Орегон. Она направила его к Жозефине Диллон, женщине, которая станет его тренером и менеджером. Гейбл и Диллон поженились в 1924 году и развелись в 1930 году. Гейбл сказал, что «он в долгу перед ней» за обучение, которое он получил от Диллон в первые годы своей карьеры. Его второй женой была техасская светская львица Мария Франклин Прентисс Лукас Лэнгхэм (по прозвищу «Риа»). Пара развелась 7 марта 1939 года.
Всего 13 дней спустя, во время перерыва в съёмках «Унесённых ветром», Гейбл женился на комедийной актрисе Кэрол Ломбард:200–201, которая погибла в авиакатастрофе менее чем через три года. В 1949 году Гейбл женился на Сильвии Эшли, британской модели и актрисе, которая была вдовой Дугласа Фэрбенкса; пара развелась в 1952 году. На протяжении своей кинокарьеры Гейбл имел романы с известными актрисами, включая Джоан Кроуфорд, Мэрион Дэвис, Лоретту Янг (мать его дочери), Лану Тёрнер и Нэнси Дэвис (позже стала женой Рональда Рейгана).
В 1955 году Гейбл женился на Кей Спрекелс (урожденная Кэтлин Уильямс), трижды бывшей замужем экс-фэшн модели и актрисе, которая ранее была замужем за Адольфом Б. Спрекелсом-младшим, и стал отчимом её двоих детей. 20 марта 1961 года Кей Гейбл родила единственного сына Гейбла, Джона Кларка Гейбла, в той же больнице, в которой её муж умер четырьмя месяцами ранее. Джон Кларк участвовал в гонках на легковых и грузовых автомобилях, в первую очередь на Baja 1000 и 500, отвергая предложения Голливуда до 1990 года. К 1999 году его работа с Фондом Кларка Гейбла помогла открыть исторический музей в городе Кадис, где родился его отец:380-383. У него было двое детей: Кейли Гейбл (1986 г.р.) и Кларк Джеймс Гейбл (1988—2019). Кейли — актриса, а Кларк Джеймс был ведущим двух сезонов общенационального реалити-шоу «Читеры». Кларк Джеймс умер 22 февраля 2019 года в возрасте 30 лет.
Во время съёмок фильма «Зов предков» в начале 1935 года исполнительница главной роли Лоретта Янг забеременела от Кларка Гейбла. Их дочь Джуди Льюис родилась 6 ноября 1935 года в Венеции, Калифорния. Янг скрывала свою беременность, даже через девятнадцать месяцев после родов она утверждала, что удочерила ребёнка. Большинство в Голливуде считали Гейбла отцом Льюис из-за времени её рождения и сходства во внешности, которая всё больше проявлялась по мере взросления Джудит.
Через пять лет после смерти Гейбла, Янг раскрыла дочери правду про её рождение. Её автобиография, опубликованная посмертно, тоже подтвердила, что Гейбл действительно был отцом Льюис. Сам Гейбл знал о существовании Джуди, но виделся с ней только один раз. Джуди Льюис умерла от рака в возрасте 76 лет 25 ноября 2011 года. В 2014 году сын Янг Кристофер Льюис и его жена Линда раскрыли в статье BuzzFeed, что Янг сказала Линде в 1998 году, что Джуди была зачата во время изнасилования на свидании, заявив, что они решили хранить молчание об этой информации до смерти Янг и Льюис.
В 1933 году Гейбл был посвящён в масонство в Беверли-Хиллз в ложу № 528.

## Стиль и влияние
В фоторепортаже с голливудскими кинозвёздами журнал «Life» назвал Гейбла «Все люди… а потом ещё немного».
Дорис Дэй подытожила уникальную личность Гейбла: «Он был таким же мужественным, как и любой другой мужчина, которого я когда-либо знала, и таким же маленьким мальчиком, каким может быть взрослый мужчина — именно эта комбинация имела такой разрушительный эффект на женщин»:352.
Джоан Кроуфорд, восьмикратная партнерша по фильму, согласилась, заявив в телешоу Дэвида Фроста в январе 1970 года: «Он был королём везде, где бы он ни был. Он заработал титул. Он был самым мужественным мужчиной, которого я когда-либо встречала в своей жизни. У Гейбла были яйца».

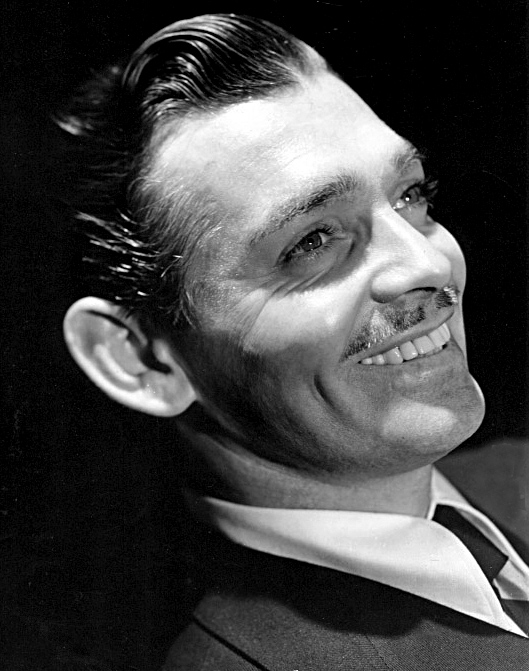
Кларк Гейбл в 1938 году.

Роберт Тейлор сказал, что Гейбл «был великим, отличным парнем и, безусловно, одной из величайших звёзд всех времен, если не величайшей. Я думаю, что искренне сомневаюсь, что когда-либо будет другой как Кларк Гейбл, он был единственным в своём роде».
В своих мемуарах «Bring on the Empty Horses» Дэвид Нивен заявляет, что Гейбл, близкий друг, поддержал его после внезапной смерти первой жены Нивена, Примулы (Примми) в 1946 году. Примми эмоционально поддержала Гейбла после смерти Кэрол Ломбард четырьмя годами ранее. Нивен рассказывает, как Гейбл стоял на коленях у ног Примми и рыдал, пока она обнимала и утешала его. Нивен также утверждает, что Артур Миллер, автор «Неприкаянных», описал Гейбла как «человека, который не знал, как ненавидеть».
Гейбла критиковали за изменение аспектов сценария, которые, по его мнению, противоречили его образу. Сценарист Ларри Гелбарт, цитируемый в биографии Джеймса Гарнера, заявил, что Гейбл «… отказался пойти на дно вместе с подводной лодкой, потому что Гейбл не тонет». (Отсылка к фильму Гейбла «Идти тихо, идти глубоко»). Автор романа, капитан Бич, отметил, что необходимо внести изменения в команду, чтобы привлечь голливудскую аудиторию, и что последующая последовательность битв была изменена, когда он должен был получить одобрение сценария, поскольку его книга была куплена United Artists.
Илай Уоллак вспоминает в своей автобиографии 2006 года «Хороший, плохой и я», что одна из его лучших драматических сцен в «Неприкаянных» была вырезана из сценария. Персонаж Уоллака эмоционально подавлен, когда он посещает Рослин (Мэрилин Монро), а вместо этого сталкивается с персонажем Гейбла и понимает, что любые надежды на Рослин разбиты. Гейбл попросил (в рамках своих договорных прав) убрать сцену, и когда Уоллак заговорил с ним, Гейбл объяснил, что чувствовал, что «его персонаж никогда не украдет женщину у друга».

## В популярной культуре
Warner Bros. иногда карикатурно изображали Гейбла. Примеры включают: Have You Got Any Castles? (в котором его лицо семь раз появляется в эпизоде Дом семи фронтонов), The Coo-Coo Nut Grove (в котором его уши хлопают сами по себе), Hollywood Steps Out (в котором он следует за загадочной женщиной) и Коты не танцуют (в котором он появляется на рекламном щите для «Унесённых ветром» и на заднем плане «MGM»).
В музыкальном альбоме 2003 года Give Up группы The Postal Service есть песня под названием «Clark Gable».
В фильме «Бродвейская мелодия 1938 года» Джуди Гарланд (15 лет) поет: «You Made Me Love You (I Didn't Want to Do It)», глядя на составное изображение Гейбла.
Беспечное стоячее положение Багза Банни, который жуёт морковь, как объясняют Чак Джонс, Фриз Фрилинг и Боб Клэмпет, возникло в сцене из фильма «Это случилось однажды ночью», в которой персонаж Кларка Гейбла прислоняется к забору, быстро ест морковь и разговаривает с набитым ртом с персонажем Клодетт Колбер. Эта сцена была хорошо известна, пока фильм был популярен, и зрители в то время, вероятно, сочли поведение Багза Банни сатирой.
Гейбл изображён в нескольких фильмах. Его играли: Филлип Уолдрон в «Это случилось в Голливуде» (1937), Джеймс Бролин в «Гейбл и Ломбард» (1976), Ларри Пеннелл в «Мэрилин: Нерассказанная история» (1980), Эдвард Винтер в «Мовиола: Война Скарлетт О’Хара» (1980), Бойд Холистер в «Грейс Келли» (1983), Гэри Уэйн в фильме «Происки в Стране чудес» (1985), Джин Дейли в «Ракетчике» (1991), Бобби Валентино в «RKO 281» (1999), Брюс Хьюз и Шейн Гринман в «Блондинке» (2001) и Чарльз Анвин в «Люси» (2003).

## Фильмография
| Год  | Название на русском         | Название на языке оригинала | Роль                          |
| ---- | --------------------------- | --------------------------- | ----------------------------- |
| 1961 | Неприкаянные                | The Misfits                 | Гай Ленгленд                  |
| 1960 | Это началось в Неаполе      | It Started in Naples        | Майкл Гамильтон               |
| 1959 | Но не для меня              | But Not for Me              | Рассел Уорд                   |
| 1958 | Любимец учителя             | Teacher’s Pet               | Джеймс Гэннон                 |
| 1958 | Идти тихо, идти глубоко     | Run Silent Run Deep         | Ричардсон                     |
| 1957 | Банда ангелов               | Band of Angels              | Хэмиш Бонд                    |
| 1956 | Король и четыре королевы    | The King and Four Queens    | Дэн Кихоу                     |
| 1955 | Крутые ребята               | The Tall Men                | Полковник Бен Эллисон         |
| 1955 | Солдат удачи                | Soldier of Fortune          | Хэнк Ли                       |
| 1953 | Могамбо                     | Mogambo                     | Виктор Марсвелл               |
| 1953 | Не отпускай меня            | Never Let Me Go             | Филип Сазерленд               |
| 1952 | Одинокая звезда             | Lone Star                   | Деверо Бёрк                   |
| 1951 | Через широкую Миссури       | Across the Wide Missouri    | Флинт Митчелл                 |
| 1950 | Чтобы сделать приятное даме | To Please a Lady            | Майк Брэннан                  |
| 1950 | Ключ от города              | Key to the City             | Стив Фиск                     |
| 1949 | Крупная ставка              | Any Number Can Play         | Чарли Энди Кинг               |
| 1948 | Командное решение           | Command Decision            | Бриг. ген. К. С. Деннис       |
| 1948 | Возвращение домой           | Homecoming                  | полковник Улисс Делби Джонсон |
| 1947 | Рекламисты                  | The Hucksters               | Виктор Элби Норман            |
| 1945 | Приключение                 | Adventure                   | Гарри Паттерсон               |
| 1945 | Сражающаяся Америка         | Combat America              | Камео (воздушный стрелок)     |
| 1942 | Где-нибудь я найду тебя     | Somewhere I’ll Find You     | Джонатан Дэвис                |
| 1941 | Кабак                       | Honky Tonk                  | Кэнди Джонсон                 |
| 1941 | Они встретились в Бомбее    | They Met in Bombay          | Джеральд Мелдрик              |
| 1940 | Товарищ Икс                 | Comrade X                   | Маккинли Б. Томпсон           |
| 1940 | Шумный город                | Boom Town                   | Биг Джон Макмастерс           |
| 1940 | Странный груз               | Strange Cargo               | Андре Верне                   |
| 1939 | Унесённые ветром            | Gone with the Wind          | Ретт Батлер                   |
| 1939 | Восторг идиота              | Idiot’s Delight             | Гарри Ван                     |
| 1938 | Слишком рискованно          | Too Hot to Handle           | Кристофер Хантер              |
| 1938 | Лётчик-испытатель           | Test Pilot                  | Джим Лейн                     |
| 1937 | Саратога                    | Saratoga                    | Дюк Брэдли                    |
| 1937 | Парнелл                     | Parnell                     | Чарльз Стюарт Парнелл         |
| 1936 | Любовь в бегах              | Love on the Run             | Майкл Энтони                  |
| 1936 | Кейн и Мейбл                | Cain and Mabel              | Ларри Кейн                    |
| 1936 | Сан-Франциско               | San Francisco               | Блэки Нортон                  |
| 1936 | Жена против секретарши      | Wife vs. Secretary          | Вэн Стэнхоуп                  |
| 1935 | Мятеж на «Баунти»           | Mutiny on the Bounty        | лейтенант Флетчер Кристиан    |
| 1935 | Зов предков                 | The Call of the Wild        | Джек Торнтон                  |
| 1935 | Китайские моря              | China Seas                  | капитан Алан Гаскелл          |
| 1935 | После работы                | After Office Hours          | Джеймс Бранч                  |
| 1934 | Забывая про всех других     | Forsaking All Others        | Джеффри Уильямс               |
| 1934 | Цепи                        | Chained                     | Майкл Брэдли                  |
| 1934 | Манхэттенская мелодрама     | Manhattan Melodrama         | Эдвард «Блэки» Галлахер       |
| 1934 | Мужчина в белом             | Men in White                | доктор Джордж Фергюсон        |
| 1934 | Это случилось однажды ночью | It Happened One Night       | Питер Уорен                   |
| 1933 | Танцующая леди              | Dancing Lady                | Патч Галлахер                 |
| 1933 | Ночной полёт                | Night Flight                | Джулс                         |
| 1933 | Береги своего мужчину       | Hold Your Man               | Эдди Холл                     |
| 1933 | Белая сестра                | The White Sister            | Джованни Севери               |
| 1932 | Странная интерлюдия         | Strange Interlude           | доктор Нед Даррел             |
| 1932 | Трудный мужчина             | No Man of Her Own           | Джерри 'Бейб' Стюарт          |
| 1932 | Красная пыль                | Red Dust                    | Деннис Карсон                 |
| 1932 | Полли из цирка              | Polly of the Circus         | Джон Хартли                   |
| 1931 | Чёртовы ныряльщики          | Hell Divers                 | Стив Нельсон                  |
| 1931 | Одержимая                   | Possessed                   | Марк Уитни                    |
| 1931 | Сюзан Ленокс                | Susan Lenox                 | Родни Спенсер                 |
| 1931 | Кровавый спорт              | Sporting Blood              | Уоррен Риддел                 |
| 1931 | Ночная сиделка              | Night Nurse                 | Ник                           |
| 1931 | Вольная душа                | A Free Soul                 | Эйс Уилфонг                   |
| 1931 | Смеющиеся грешники          | Laughing Sinners            | Карл Лумис                    |
| 1931 | Секретная шестёрка          | The Secret Six              | Карл Лакнер                   |
| 1931 | Кончики пальцев             | The Finger Points           | Луис Бланко                   |
| 1931 | Танцуйте, дураки, танцуйте  | Dance, Fools, Dance         | Джейк Лава                    |
| 1931 | Простейший способ           | The Easiest Way             | Ник Фелики                    |
| 1931 | Раскрашенная долина         | The Painted Desert          | Рэнс Бретт                    |
| 1925 | Северная звезда             | North Star                  | Арчи Вест                     |
| 1924 | Запретный рай               | Forbidden Paradise          | Солдат царской охраны         |
| 1924 | Белый человек               | White Man                   | ярат леди Андреа              |

## Награды и номинации

### Награды
- 1935 — Премия «Оскар» — лучшая мужская роль, за фильм «Это случилось однажды ночью»

### Номинации
- 1936 — премия «Оскар» — лучшая мужская роль, за фильм «Мятеж на „Баунти“»
- 1940 — номинация на премию «Оскар» — лучшая мужская роль, за фильм «Унесённые ветром»
- 1959 — премия «Золотой глобус» — лучшая мужская роль в комедии или мюзикле, за фильм «Любимец учителя»
- 1960 — премия «Золотой глобус» — лучшая мужская роль в комедии или мюзикле, за фильм «Но не для меня»